# Cow Palace
Cow Place – hala sportowa znajdująca się w Daly City w Kalifornii w Stanach Zjednoczonych. Początkowo nazywana California State Livestock Pavilion. Hala może pomieścić 12 953 widzów podczas meczu koszykówki, a podczas meczu hokej na lodzie 11 089.

## Historia
Pomysł na zbudowanie hali powstał w wyniku popularności pawilonu w San Francisco podczas wystawy światowej w 1915 roku. Istnieją teoria, że nazwa hali pochodzi od artykułu lokalnej gazety, jednak prawdziwa wersja związana jest z postacią Willarda S. Andersona, który podczas wystawy światowej w 1915 roku powiedział o swoim pawilonie "Co za piękny pałac dla krów". Od tej sytuacji powstała nazwa hali.
Hala została otwarta w 1941 roku. Podczas II wojny światowej opiekowano się tutaj żołnierzami, którzy walczyli na Pacyfiku. W latach 1962 – 1964 oraz 1966 – 1971 było miejscem rozgrywania meczów San Francisco Warriors w NBA. Cow Place było również miejscem rozegrania finału NBA w 1975 roku. Od tej pory Warriors z krótkimi przerwami swoje mecze rozgrywa na Oakland Coliseum Arena, obecnie nazywana Oracle Arena. 10 stycznia 1967 roku odbył się tutaj mecz gwiazd NBA. W 1956 i 1964 roku odbyły się tu konwencje Republikanów. W latach 1991 – 1993 hala była miejscem rozgrywania meczów drużyny NHL – San Jose Sharks. W 1993 roku drużyna przeniosła się na San Jose Arena. Od chwili powstania, czyli 1941 roku odbywa się tu corocznie (z przerwą w latach 1942 – 1945) Grand National Rodeo. Największe wydarzenie rodeo w USA. 17 lipca 2008 roku w hali odbyło się casting do amerykańskiej wersji programu Idol.

## Koncerty
W hali odbyło się wiele koncertów m.in.:
- zespołu The Who w 1973, podczas którego perkusista zespołu Keith Moon zemdlał z przedawkowania środków uspokajających.
- Neila Younga w 1978 podczas którego nagrano większość singlów albumu Live Rust oraz Rust Never Sleeps.
- zespołu Fleetwood Mac, który odbył się 12 i 13 grudnia 1987 roku.
- zespołu The Allman Brothers Band, który odbył się w dniu sylwestra roku 1973.
- zespołu Grateful Dead, który odbył się w dniu sylwestra roku 1976. Tytuł płyty CD na której znajdował się zarejestrowany koncert nazwany został "Live at the Cow Palace: New Year’s Eve 1976"
- w latach 90. XX wieku odbyły się tu koncerty The Chemical Brothers, Orbital, Becka Hansena
- W 1991 roku odbył się tu koncert grup Slayer, Megadeth, Anthrax oraz Alice in Chains, w ramach trasy Clash of the Titans[2]